# Giuliano Castoldi
Giuliano Castoldi (Monza, 3 ottobre 1948) è un allenatore di calcio ed ex calciatore italiano, di ruolo difensore.

## Carriera

### Giocatore
Cresce calcisticamente nell'Atalanta, che lo manda in prestito alla Solbiatese nella stagione 1967-1968, per farlo riapprodare a Bergamo l'anno seguente. Con i neroazzurri esordisce in Serie A e vi resta anche a seguito della retrocessione tra i cadetti.
Non trovando molto spazio, nell'ottobre del 1970 passa all'Ascoli in Serie C. Con i marchigiani milita per 10 stagioni, in cui colleziona 212 presenze ed ottiene una promozione dalla Serie C alla Serie B (1971-1972 e due dalla B alla A (1973-1974 e 1977-1978) disputando quattro annate nel massimo campionato.
Conclude la carriera con la Civitanovese, formazione con cui in 4 anni ottiene due promozioni e due retrocessioni dalla Serie C1 alla Serie C2 e viceversa. In carriera ha collezionato complessivamente 85 presenze in Serie A e 101 presenze in Serie B.
Castoldi è stato fra i protagonisti di uno degli episodi più curiosi del calcio italiano: durante l'incontro Ascoli-Bologna del 12 gennaio 1975, a pochi minuti dalla fine, sul 3 a 1 per il Bologna, un raccattapalle, Gino Citeroni, rimanda in campo attraverso la rete un pallone calciato in rete da Giuseppe Savoldi; Castoldi calcia la palla sul fondo, e l'arbitro Barbaresco assegna il calcio d'angolo anziché il gol.

### Allenatore
Alla fine della carriera agonistica rimane nel mondo del calcio ricoprendo l'incarico di allenatore delle giovanili dell'Ascoli. Nel 2011 assume il ruolo di vice-allenatore dell'Ascoli collaborando col il tecnico Fabrizio Castori; a partire dalla stagione successiva allena la Primavera bianconera.

## Palmarès

### Giocatore

#### Competizioni nazionali
- Campionato italiano Serie C: 1

Ascoli: 1971-1972 (girone B)
- Campionato italiano di Serie B: 1

Ascoli: 1977-1978

#### Competizioni internazionali
- The Red Leaf Cup: 1

Ascoli: 1980